# Heinrich Fürnkranz starší
Heinrich Fürnkranz (cca 1792 – 10. září 1851 Kremže) byl rakouský politik německé národnosti z Dolních Rakous, během revolučního roku 1848 poslanec Říšského sněmu.

## Biografie
Roku 1849 se uvádí jako Heinrich Fürnkranz, měšťan v Kremži. Patřil mu hostinec Zum Weissen Hahn a byl též obchodníkem s vínem.
Během revolučního roku 1848 se zapojil do veřejného dění. Ve volbách roku 1848 byl zvolen i na ústavodárný Říšský sněm. Zastupoval volební obvod Kremže. Tehdy se uváděl coby měšťan. Na mandát rezignoval na podzim 1848.
Jeho synem byl Heinrich Fürnkranz (1828–1896), který byl v 2. polovině 19. století poslancem Říšské rady.